# Mike and the Mechanics
Mike and the Mechanics é um banda inglesa de pop rock formada em 1985 como um projeto paralelo de Mike Rutherford, um dos membros fundadores do Genesis, que se tornou um sucesso. A banda é conhecida pelos hits "Silent Running (On Dangerous Ground)", "All I Need Is a Miracle", "Nobody Knows", "Taken In", "A Time and Place", "Word of Mouth", "Over My Shoulder", e "The Living Years".
A base da banda era composta, além de Rutherford, pelos vocalistas Paul Carrack e Paul Young, o tecladista Adrian Lee e o baterista Peter Van Hooke. De seu álbum de 1995 Beggar on a Beach of Gold até a morte de Young em 2000, Rutherford, Carrack e o próprio Young foram membros permanentes.

## Historia
Mike and The Mechanics estrearam com um álbum auto-intitulado em 1985. Inicialmente, os álbuns do grupo eram lançados entre os álbuns do Genesis, prática que só se encerrou com a temporária desagregação do Genesis em 1998.
"Silent Running" estava na trilha do filme On Dangerous Ground.  O filme foi lançado nos cinemas estadunidenses em 1986 como Choke Canyon, e no Reino Unido como On Dangerous Ground. O vídeo musical, entretanto, apresentava diferentes atores, representando papéis distintos com nomes diferenciados.
A canção "The Living Years" (Single no. 1 nos EUA) foi escrita por Rutherford e o cantor e compositor escocês B. A. Robertson falando sobre a morte de seus respectivos pais. A música foi interpretada por Carrack, que, por sua vez, também tinha perdido seu pai quando tinha apenas 11 anos. O álbum que inclui a canção ainda apresentava "Nobody's Perfect" que teve relativo sucesso devido a um anúncio televisivo.
O terceiro álbum do grupo, Word of Mouth, de 1991, obteve menor sucesso comercial e de crítica, apesar de seu principal single com o vocal de Paul Young ter alcançado o 13º lugar nas paradas do Reino Unido.
No que se refere ao quarto lançamento, Beggar on a Beach of Gold, tando o álbum como o primeiro single "Over My Shoulder" obtiveram boa aceitação de público e da crítica. No Brasil, integrou a trilha sonora internacional da novela Cara & Coroa, da Rede Globo.
Seu quinto álbum de estúdio foi lançado em 1999, o segundo homônimo, Mike and The Mechanics. É geralmente conhecido como M6, porque houve um quinto lançamento com seu hits. 
Após o hiato que se seguiu à morte de Young por ataque cardíaco em 2000, a banda retornou em 2004 como Mike + The Mechanics featuring Paul Carrack, gravando o album Rewired. 
Em 2010, a banda é reformulada. O baterista Gary Wallis volta a integrar o grupo após 6 anos, mas, no geral, apenas Mike Rutherford continua como integrante significativo do grupo. Os novos integrantes incluem nomes como Andrew Roachford (vocais, teclados), Tim Howar (vocais), Anthony Drennan (guitarras), e Luke Juby (teclados). No ano seguinte, é lançado o oitavo álbum (e primeiro com a nova formação), intitulado The Road . Em 2017, a nova formação se consolida com o lançamento de Let it Fly . 
Em 2019, é lançado o nono álbum da banda, Out of The Blue. Trata-se de um disco quase todo de regravações, feitas pela nova formação, além da inclusão de três músicas inéditas . 
Com o fim do Genesis, Mike Rutherford anunciou que pretende se dedicar mais à Mike and The Mechanics. Assim, uma nova turnê deve acontecer a partir de abril de 2023, em que a banda tocará seus hits, faixas do novo álbum Out of the Blue, e até mesmo canções emblemáticas do Genesis .

## Discografia

### Álbuns de Estúdio
- 1985 - Mike + The Mechanics : #78 Reino Unido, #26 EUA, #10 Canadá, #9 Alemanha
- 1988 - The Living Years : #2 Reino Unido, #13 EUA, #12 Canadá, #16 Alemanha.
- 1991 - Word of Mouth : #11 Reino Unido, #107 EUA, #24 Canadá
- 1995 - Beggar on a Beach of Gold : #9 Reino Unido, #21 Alemanha
- 1996 - The Living Years (re-lançamento): #67 Reino Unido
- 1999 - Mike & The Mechanics (aka M6) : #14 Reino Unido, #9 Alemanha
- 2004 - Rewired : #61 Reino Unido, #39 Alemanha
- 2011 - The Road : #42 Reino Unido, #41 Alemanha
- 2017 - Let Me Fly
- 2019 - Out Of The Blue

### Coletâneas
- 1996 - Hits : #3 Reino Unido, #6 Alemanha
- 2000 - Favourites/The Very Best Of
- 2004 - Rewired + Hits - The Latest + The Greatest : #42 Reino Unido
- 2010 - The Singles 1985 – 2014 : #18 Reino Unido

## Singles
| Year | Song                                   | UK singles | US Hot 100 | Canada singles | German singles | Album                     |
| ---- | -------------------------------------- | ---------- | ---------- | -------------- | -------------- | ------------------------- |
| 1985 | "Silent Running (On Dangerous Ground)" | 21         | 6          | 8              | 8              | Mike + The Mechanics      |
| 1986 | "All I Need is a Miracle"              | 53         | 5          | 10             | 26             | Mike + The Mechanics      |
| 1986 | "Taken In"                             | -          | 32         | 39             | -              | Mike + The Mechanics      |
| 1988 | "Nobody's Perfect"                     | 80         | 63         | -              | -              | The Living Years          |
| 1988 | "Seeing Is Believing"                  | -          | 62         | 46             | -              | The Living Years          |
| 1989 | "The Living Years"                     | 2          | 1          | 1              | 13             | The Living Years          |
| 1989 | "Nobody Knows"                         | 81         | -          | -              | -              | The Living Years          |
| 1989 | "Revolution"                           | -          | -          | 82             | -              | Rude Awakening Soundtrack |
| 1991 | "Word of Mouth"                        | 13         | 78         | 36             | 27             | Word of Mouth             |
| 1991 | "A Time and Place"                     | 58         | -          | -              | -              | Word of Mouth             |
| 1991 | "Everybody Gets a Second Chance"       | 56         | -          | 21             | 51             | Word of Mouth             |
| 1995 | "Over My Shoulder"                     | 12         | -          | 22             | 44             | Beggar on a Beach of Gold |
| 1995 | "A Beggar on a Beach of Gold"          | 33         | -          | -              | 64             | Beggar on a Beach of Gold |
| 1995 | "Mea Culpa"                            | -          | -          | 45             | -              | Beggar on a Beach of Gold |
| 1995 | "Another Cup of Coffee"                | 51         | -          | 53             | 61             | Beggar on a Beach of Gold |
| 1996 | "All I Need Is a Miracle '96"          | 27         | -          | -              | 81             | Hits                      |
| 1996 | "Silent Running '96"                   | 61         | -          | -              | -              | Hits                      |
| 1999 | "Now That You've Gone"                 | 35         | -          | -              | 64             | M6                        |
| 1999 | "Whenever I Stop"                      | 73         | -          | -              | -              | M6                        |

## Banda

### Mike + The Mechanics
- Mike Rutherford - guitarra, baixo e vocal; também é o principal compositor do grupo (1985–2004; 2010–atualmente)
- Paul Carrack - vocal, teclados e guitarra; principal parceiro de Mike Rutherford nas composições (1985–2006)
- Adrian Lee - teclados (1985–1995)
- Jamie Moses - guitarra (1999, 2004)
- Tim Renwick - guitarra (1989–1991, 1995–1996)
- Andrew Roachford - vocal (2009–até hoje)
- B. A. Robertson - teclados e compositor
- Peter Van Hooke - bateria e percussão (1985–1995; 2004)
- Gary Wallis - bateria (1995–2004; 2010–até hoje)
- Paul Young - vocal e percussão (1985–2000)
- Luke Juby - teclados, backing vocal, baixo, saxofone e gaita (2010–até hoje)

### Músicos convidados
- Dereck Austin - teclados
- Ray Beavis - saxofone
- Alan Carvel - backing vocal
- Katie Cassoon - backing vocal
- Clem Clempson - guitarra
- Rupert Cobb - teclados e trompete
- Martin Ditcham - percussão
- John Earle - saxofone
- Sal Gallina - Yamaha WX7
- Paul McGee - backing vocal
- Louis Jardin - percussão
- John Kirby - vocal
- Robbie McIntosh - guitarra
- Alan Murphy - guitarra
- Christopher Neil - backing vocal, compositor e produtor
- Andy Newmark - bateria
- Tessa Niles - backing vocal
- Abbie Osmon - backing vocal
- Pino Palladino - baixo
- Steve Piggot - teclados
- Gene Stashuck - vocal
- Linda Taylor - backing vocal
- Ian Wherry - teclados
- Paul Wickens - teclados
- Sharon Woolf - backing vocal

## References
1. ↑  imdb.com
2. ↑  «/ Mike + The Mechanics: "The Road" - album + tour update». www.genesis-news.com. Consultado em 20 de agosto de 2022
3. ↑  Stickler, Jon. «Mike And The Mechanics Announce 2017 UK 'Word Of Mouth' Tour - Stereoboard». Stereoboard.com (em inglês). Consultado em 20 de agosto de 2022
4. ↑  Munropublished, Scott (20 de fevereiro de 2019). «Mike & The Mechanics announce new album Out Of The Blue». loudersound (em inglês). Consultado em 20 de agosto de 2022
5. ↑  «Mike + The Mechanics promise 'a touch of Genesis' on upcoming UK tour: Tickets and dates announced». Smooth (em inglês). Consultado em 20 de agosto de 2022